# Vellereux
Vellereux est un hameau de la ville belge d'Houffalize situé en Région wallonne dans la province de Luxembourg.
Avant la fusion des communes de 1977, Vellereux faisait partie de la commune de Mabompré.

## Situation
Vellereux est une petite localité ardennaise bien orientée parce que située sur le versant nord d'un vallon alimenté par un minuscule cours d'eau affluent de la Petite-Eau (au moulin de Mabompré). Elle se trouve à quelques hectomètres au nord de la route nationale 826 Houffalize-Libramont sur la petite route se rendant au confluent des deux Ourthe et avoisine les villages de Mabompré, Compogne et Bonnerue. La sortie no 52 de l'autoroute E25 Liège-Luxembourg se situe à 3 km.

## Description
Dans un environnement de prairies, Vellereux est un hameau rural comptant plusieurs anciennes fermes (parfois encore en activité) et fermettes bâties principalement en pierre du pays (schiste) et parfois blanchies.

## Patrimoine
L'église Saint Blaise d'abord construite au XVe siècle par les moines de Houffalize serait d'origine carolingienne. Bâtie en pierres de schiste, entourée d'un vieux cimetière et ceinte d'un mur en moellons de grès, l'édifice actuel est reconstruit vers 1700 et est repris sur la liste du patrimoine immobilier classé de Houffalize. La tour carrée du clocher, sans doute à l'origine fortifiée, ne laisse que peu d'ouvertures.

## Environnement

### Réserve naturelle de Vellereux
Au sud du hameau, la réserve naturelle de Vellereux s'étend sur 146 ha formés par une mosaïque de prairies humides où coule le ruisseau de Petite-Eau appelé localement ruisseau de Vaux. Cette réserve naturelle est reprise comme site de grand intérêt biologique.

## Activités
Le hameau compte des gîtes ruraux.